# Річка Святого Лаврентія
Рі́чка Свято́го Лавре́нтія, Міктасіпі (англ. Saint Lawrence River, фр. Fleuve Saint-Laurent, крі Micta sipi) — велика міжнародна річка, що протікає із заходу на схід у середніх широтах Північної Америки, сполучаючи Великі озера з Атлантичним океаном. Вона перетинає канадські провінції Квебек і Онтаріо, нею пролягає частина міжнародного кордону між Канадою й американським штатом Нью-Йорк.
Річка бере початок з озера Онтаріо і впадає в Затоку Святого Лаврентія, найбільший естуарій у світі, що є частиною Атлантичного океану.
Довжина річки становить 1240 км, разом із річкою Сен-Луї — 3380 км. Площа басейну становить понад 1 млн км². Судноплавна на всьому протязі. До річки Гудзон побудовано судноплавний канал.

## Особливості річки
Стрімкі скелі й долини, зустрічаючись із водою, утворюють один із найбільших у світі фіордів — фіорд Сагеней, що тягнеться майже на 100 кілометрів. З півночі в річку Святого Лаврентія впадає потужна річка Сагеней, утворюючи естуарій, де океанський приплив зустрічається з річковою течією. 
За Монреалем, далі вглиб країни, протягом 160 кілометрів річка зустрічається з безліччю порогів. За ними протягом 60 кілометрів річка стає спокійнішою, там можливе судноплавство через усіяну островами ділянку, що називається Тисяча островів (число островів за підрахунками сягає близько двох тисяч). 

## Каскад ГЕС
На річці побудовані: 
- ГЕС Robert H. Saunders/St. Lawrence-Franklin D. Roosevelt
- ГЕС Beauharnois
- ГЕС Les Cèdres.

## Притоки річки Св. Лаврентія
- Гананокве
- Річка Сагне